# Żeleźnikowa Wielka
Żeleźnikowa Wielka est une localité polonaise de la gmina de Nawojowa, située dans le powiat de Nowy Sącz en voïvodie de Petite-Pologne.